# The Clemenceau Case
Pour plus de détails, voir Fiche technique et Distribution.
The Clemenceau Case est un film américain muet en noir et blanc réalisé par Herbert Brenon, sorti en 1915. Il est aujourd'hui perdu.

## Synopsis
Iza, une femme-vampire, scandalise son époux, Pierre, par son comportement des plus mauvais. Elle menace de mener son meilleur ami Constantin Ritz à la ruine. Las de ses mauvais tours, le mari décide de tuer sa conjointe perfide et se rend à la police.

## Fiche technique
- Titre : The Clemenceau Case
- Réalisation : Herbert Brenon
- Scénario : Herbert Brenon, inspiré d'une nouvelle d'Alexandre Dumas fils
- Production : William Fox
- Genre : Drame
- Date de sortie : 1915

## Distribution
- Cecil Raleigh : la comtesse Dobronowska
- Frank Goldsmith : le duc Sergius
- Jane Lee : Janet
- Mrs. Allan Walker : Marie
- Sidney Shields : Madame Ritz
- Stuart Holmes : Constantin Ritz
- Theda Bara : Iza
- William E. Shay : Pierre Clemenceau

## Autour du film
À sa sortie, le film fit beaucoup parler de lui, car on avait fait courir le bruit que son interprète, Theda Bara, possédait un véritable serpent comme animal de compagnie. En réalité, le reptile était empaillé, ce qui était très visible sur les photographies d'époque.